# Haplophthalmus transiens
Haplophthalmus transiens är en kräftdjursart som beskrevs av Legrand och Albert Vandel 1950. Haplophthalmus transiens ingår i släktet Haplophthalmus och familjen Trichoniscidae. Inga underarter finns listade i Catalogue of Life.